# Козін (Вармінсько-Мазурське воєводство)
Козін (пол. Kozin, нім. Rodenau) — село в Польщі, у гміні Ґіжицько Гіжицького повіту Вармінсько-Мазурського воєводства.
Населення — 83 особи (2011).
У 1975-1998 роках село належало до Сувальського воєводства.

## Демографія
Демографічна структура станом на 31 березня 2011 року:
|          | Загалом | Допрацездатний вік | Працездатний вік | Постпрацездатний вік |
| -------- | ------- | ------------------ | ---------------- | -------------------- |
| Чоловіки | 46      | 6                  | 36               | 4                    |
| Жінки    | 37      | 10                 | 22               | 5                    |
| Разом    | 83      | 16                 | 58               | 9                    |